# Herbie Mann
Herbie Mann (Brooklyn, 1930. április 16. – Pecos, 2003. július 1.) amerikai dzsesszfuvolás. Herbie Mann a világzene egyik korai művelője volt.
Pályafutása elején tenorszaxofonon és klarinéton is játszott. Legnépszerűbb kislemeze a „Hi-Jack” volt, amely 1975-ben három hétig volt a volt első Billboardon.

## Pályafutása
Herbie Mann zsidó szülők gyermeke, apja orosz, anyja romániai Bukovinából való volt. Ő a már a New York állambeli Brooklynban született. Mindkét szülője táncos-énekes volt, akik később táncoktatók lettek. A Brooklyn állambeli Brighton Beach-ben a Lincoln High School-ba járt. Profi zenészként először a Catskills üdülőhelyen tizenötéves korában lépett fel.
Mann 1950-es években comboban játszott  − például Phil Woodsszal −, alkalmanként basszusklarinétozott, tenorszaxofonozott is.
Egyik korai úttörője volt a dzsessz és a világzene fúziójának. 1959-ben, a külügyminisztériuma által támogatott afrikai turné után felvette a Flautista!-t, az afro-cuban jazz albumát. 1961-ben turnézott Brazíliában. Visszatérve brazil zenészekkel, köztük Antônio Carlos Jobimmal és Baden Powellel készített felvételeket. Ezek az albumok segítették a bossa nova népszerűsítését az Egyesült Államokban és Európában. 1960-as évek közepén Mann meghívta egy fiatal Chick Coreát a zenekarában játszani. Az 1970-es évek végén és az 1980-as évek elején duetteket játszott a New York-i The Bottom Line és a Village Gate klubokban, a Vasant Rai sarod-zenésszel.
A Mann felvételein szereplő zenészek a soul és a dzsessz legismertebb session-zenészei. Egy 1998-as interjúja szerint Mann legalább 25 olyan albumot készített, amelyek felkerültek a Billboard 200-as poplistájára.
Utolsó fellépése 2003. május 3-án volt a New Orleans-i Jazz and Heritage Festivalon.
Mann pályafutása mind útkeresőként, mind a különféle zenei stílusok felkarolásában párhuzamba állítható Miles Davis karrierjével. Mann már Stan Getz előtt is kiállt a brazil zene mellett.

## Albumok
- 1954: Herbie Mann Plays
- 1955: The Mann with the Most
- 1955: East Coast Jazz Series No. 4
- 1955: With the Sam Most Quintet
- 1955: Four Flutes, Vol. 2: Flamingo, My Goodness
- 1956: Herbie Mann in Sweden
- 1956: Love and the Weather
- 1956: Herbie Mann with the Wessel Ilcken Trio
- 1957: Flute Fraternity
- 1957: Flute Flight
- 1957: Flute Soufflé
- 1957: Sultry Serenade
- 1957: Great Ideas of Western Mann
- 1957: When Lights Are Low
- 1957: The Magic Flute of Herbie Mann
- 1957: Yardbird Suite
- 1957: Hi-Flutin'
- 1957: Mann Alone
- 1957: Herbie Mann Quintet Featuring Jack Sheldon
- 1957: Flute Fraternity
- 1958: Just Wailin'
- 1958: Salute to the Flute
- 1958: Mann in the Morning
- 1959: Flautista: Herbie Mann Plays Afro-Cuban Jazz!
- 1959: African Suite
- 1960: Californians
- 1960: Et Tu Flute
- 1960: Epitome of Jazz
- 1960: Flute, Brass, Vibes and Percussion
- 1961: The Family of Mann
- 1961: The Common Ground
- 1961: At the Village Gate
- 1962: Nirvana
- 1962: Brazil, Bossa Nova and Blues
- 1962: Brazil Blues
- 1962: Right Now
- 1962: St. Thomas
- 1962: This Is My Beloved
- 1963: Do the Bossa Nova
- 1963: Returns to the Village Gate
- 1963: Live at Newport
- 1964: Latin Fever
- 1965: Herbie Mann & João Gilberto with Antônio Carlos Jobim
- 1965: My Kinda Groove

- 1965: Latin Mann
- 1965: Standing Ovation at Newport
- 1965: The Roar of the Greasepaint, the Smell of the Crowd
- 1966: Monday Night at the Village Gate
- 1966: Today!
- 1966: Our Mann Flute
- 1966: Herbie Mann's String Band
- 1967: The Herbie Mann String Album
- 1967: Afro-Jazziac
- 1967: New Mann at Newport
- 1967: Impressions of the Middle East
- 1967: The Wailing Dervishes
- 1967: A Mann & A Woman
- 1967: The Beat Goes On
- 1967: Glory of Love
- 1968: The Inspiration I Feel
- 1968: Windows Opened
- 1968: Live at the Whisky A Go Go
- 1968: Concerto Grosso In D Blues
- 1969: Memphis Underground
- 1970: Stone Flute
- 1970: Muscle Shoals Nitty Gritty
- 1970: The Best of Herbie Mann
- 1971: Memphis Two-Step
- 1971: Push Push
- 1972: Hold On, I'm Coming
- 1972: Philly Dog
- 1972: At Newport
- 1972: Mississippi Gambler
- 1973: Big Boss Mann
- 1973: Turtle Bay
- 1974: London Underground
- 1974: Reggae
- 1974: First Light: The Family of Mann
- 1975: Discothèque
- 1975: Waterbed
- 1976: Be-Bop Synthesis
- 1976: Surprises
- 1976: Bird in a Silver Cage
- 1976: Gagaku and Beyond
- 1977: Fire Island
- 1978: Brazil: Once Again
- 1978: Super Mann
- 1978: Yellow Fever
- 1979: Sunbelt
- 1980: All Blues/Forest Rain
- 1981: Mellow
- 1983: Astral Island
- 1985: See Through Spirits
- 1987: Jasil Brazz
- 1989: Opalescence
- 1990: Caminho De Casa
- 1992: Deep Pocket
- 1994: Copacabana
- 1994: The Evolution of Mann – The Herbie Mann Anthology
- 1995: Peace Pieces
- 1997: America Brazil
- 1997: 65th Birthday Celebration: Live at the Blue Note in New York City
- 2000: Eastern European Roots
- 2000: African Mann
- 2004: Beyond Brooklyn